# Museu de Prehistòria d'Echternach
Museu de Prehistòria d'Echternach (en francès: Musée de la préhistoire) va ser creat el 16 d'agost de 1984 i té la seu a Echternach, Luxemburg.
Alberga una col·lecció d'objectes prehistòrics principalment de Luxemburg, el nord d'Europa i França que donen testimoni de la història de la humanitat des de fa més d'un milió d'anys. Es troba a l'edifici Hihof del segle xv en el centre de la ciutat.

## Hihof
L'edifici gòtic Hihof es troba al costat de l'església de sant Pere i sant Pau a la cantonada de la Rue du Pont d'Echternach. A començaments del segle xix, es trobava l'escola primària local abans de convertir-se en una escola d'agricultura el 1856, passant a complir la seva funció de museu el 1984.

## Col·lecció
Els artefactes són mostrats en algunes de les trenta vitrines que inclouen eines de tall, puntes de fletxa, destrals, dagues i pedres de moldre. Hi ha explicacions de com es van produir i s'utilitzaven a la pràctica. Algunes de les eines són de llocs tan llunyans com Amèrica del Nord, Àfrica i Papua i Nova Guinea. La vida als diferents períodes prehistòrics s'il·lustra amb els cranis prehistòrics i reconstruccions de màquines antigues per a la serradura, els teixits i trillar. També hi ha una sèrie de presentacions en vídeo.